# Período posclásico mesoamericano

Pirámide maya de Chichen-itza, representativa del periodo posclásico temprano (800-1100 d. C.) dentro del período Posclásico mesoamericano.

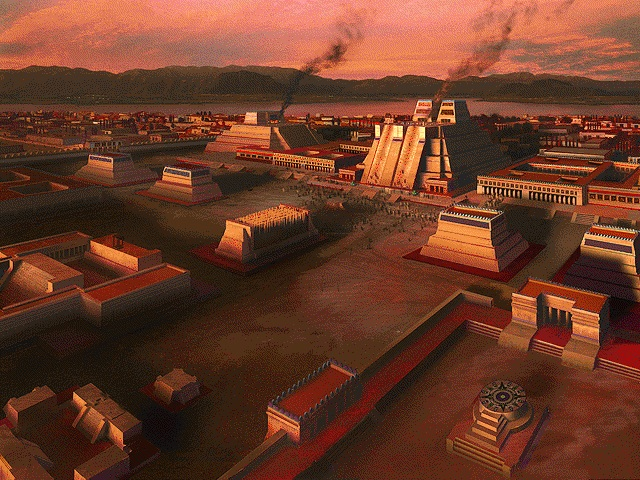
Ciudad del Posclásico Mesoamericano

El período posclásico es la última etapa del desarrollo independiente de la civilización mesoamericana. Se refiere aproximadamente a los seis últimos siglos que antecedieron a la llegada de los españoles. Se caracterizó por el apogeo del urbanismo y el comercio.
Se concluyó con el abandono de las grandes ciudades o "metrópolis", como Monte Albán en Oaxaca o las ciudades mayas de las Tierras Altas. Por otra parte, el Norte de Mesoamérica fue escenario de un desastre ecológico producto de prolongadas sequías, que implicó el abandono completo de esa región. Ante estos hechos, las migraciones fueron un fenómeno que marcó el inicio del Posclásico. Estos cambios biológicos que marcaron a las sociedades mesoamericanas ocurrieron entre los siglos VIII y X. 

Mesoamérica y Centroamérica en el siglo XVI antes de la llegada de los españoles.

El final del Posclásico ocurrió con la llegada de los españoles hacia la segunda década del siglo XVI. A partir de entonces ocurrió un proceso de transculturación que remodeló las culturas indígenas y sentó las bases de las culturas mestizas de México y Centroamérica. 

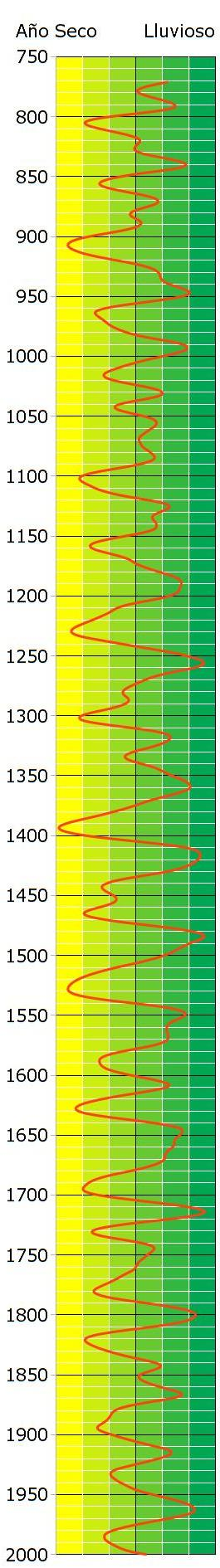
Patrón de sequías en el centro de México, determinado a partir de los anillos de crecimiento de Ahuehuetes de la barranca de Amealco, estado de Querétaro, México.

Antiguamente, se solía presentar al Posclásico como una época dominada por Estados bélicos;  con los pacíficos Estados del Clásico. Las nuevas interpretaciones de las evidencias arqueológicas sobre varios pueblos del Clásico —es el caso de los teotihuacanos y mayas— han dejado claro que la guerra también fue una actividad importante entre esas sociedades. Es especial la imagen de los mayas, a los que se solía imaginar como un pueblo gobernado por sacerdotes entregados a actividades intelectuales. En la actualidad, aunque se reconocen las diferencias entre las sociedades mesoamericanas clásicas y posclásicas, la oposición entre Estados militaristas y Estados teocráticos ha dejado de tener validez explicativa[cita requerida].
El Posclásico es el contexto histórico en el que florecieron pueblos como los mexicas y cultura tolteca en el Centro; los mixtecos en Oaxaca; los cultura tarasca en el Occidente; los huastecas en el norte de la llanura del Golfo de México, y los mayas en la península de Yucatán.

## Características de los pueblos del posclásico
Los pueblos del posclásico tuvieron algunas características que los diferenciaron de sus antecesores. Estos pueblos tenían como régimen político el teocrático militarista, en el que el gobernador era al mismo tiempo máximo sacerdote de su pueblo y aparte era un jefe militar, esto debido a que la guerra durante el posclásico se había convertido en una de las principales actividades económicas, ya que cuando un pueblo perdía una guerra era obligado por los vencedores a dar un tributo, que consistía casi siempre en cosechas como el maíz, la calabaza, el chile o el frijol. En el ámbito cultural muchos pueblos habían adaptado a sus dioses con su estilo de vida, por lo que surgieron dioses que representaban prácticas humanas, siendo el más importante Huitzilopochtli, el dios de la guerra, debido a la influencia que había adquirido en un período que practicaba la actividad bélica constantemente.  Las sociedades del período posclásico mesoamericano comprendido del año 900 d. C. al 1521 d. C. siguieron desarrollándose sobre las mismas bases. Esto quiere decir que la base de la economía siguió siendo lo de la  agricultura, sobre todo de temporal. Aunque se empezó a practicar el comercio a grandes distancias, habiendo varios mercados importantes como el de Potonchán, en el golfo, de donde se adquirían productos de Yucatán, el altiplano mexicano, las tierras altas de Guatemala o el de Sosonusco, de donde se importaba cacao, plumas de quetzal, jade, etc. Algunas regiones poseían mejores condiciones para el desarrollo de sistemas de irrigación que produjeran mejores resultados agrícolas, por ejemplo, en las riberas de los ríos o de los lagos. Algunas zonas con humedad baja desarrollaron también sistemas hidráulicos, con el propósito de aprovechar mejor los recursos hídricos existentes. Por ejemplo, en Tetzcuco se construyeron acueductos que sirvieron para llevar agua desde los manantiales de la Sierra Nevada tanto a la población como a las zonas de cultivo del señorío acolhua. Obras similares se realizaron en Loma de la Coyotera, en la región oaxaqueña. Mientras tanto, en Yucatán se desarrolló un sistema de cisternas excavadas en la roca madre de la superficie, llamadas chultunes, que tenían por objetivo la recolección de agua de lluvia y su almacenamiento. Para este período existieron dos civilizaciones esas eran: la azteca y la maya. Las culturas principales fueron la tarasca, tolteca, mixteca y huasteca. 
- Imperio purépecha
- Cultura tolteca
- Imperio azteca
- Pueblo zapoteco
- Pueblo mixteco
- Mayas del Posclásico
- Pueblo huasteco
- Pipiles

## Posclásico extendido
El término "Posclásico extendido" se refiere a una fase histórica que abarca el periodo de la Conquista y los primeros años de la colonia en Mesoamérica. Este concepto se utiliza para destacar la continuidad de ciertos elementos culturales, sociales y materiales de las civilizaciones prehispánicas durante el proceso de conquista y en la vida colonial temprana, y como contraposición a la idea de un "fin de Mesoamérica" abrupto luego de la conquista. La investigadora María Elena Ruiz Aguilar, por ejemplo, ha señalado la importancia de investigar la continuidad de elementos mesoamericanos durante la colonia:

En el campo de la arqueología, un área de investigación que requiere la complementación de la etnohistoria y la etnografía es el estudio del uso continuo de objetos prehispánicos durante la época colonial. Este fenómeno implica una adaptación y persistencia de estos objetos ante las nuevas condiciones económicas, políticas, religiosas y sociales introducidas por los colonizadores españoles. Existe una carencia en la documentación de la contribución indígena al período colonial, particularmente en lo que respecta al uso continuado de sus herramientas tradicionales y artesanías. Se requiere una comprensión más profunda sobre qué elementos perduraron, cuáles se adaptaron y cómo se vieron afectados los recursos naturales, como canteras, yacimientos de obsidiana, maderas y bancos de arcilla, en función de los cambios en las prácticas laborales.
Ruiz Aguilar, 1994: pág. 133

El Posclásico mesoamericano, tradicionalmente definido como el periodo comprendido entre 900 y 1521 d. C., culmina con la llegada de los españoles y la caída de Tenochtitlán. En palabras de los investigadores Leonardo López Luján y 
Alfredo López Austin: 

La historia de Mesoamérica concluye con la invasión de los europeos, la conquista paulatina de su territorio y el inicio de la vida colonial
López Austin y López Luján, 2002: pág. 21

 Sin embargo, la noción de un "Posclásico extendido" sugiere que muchos aspectos de la vida prehispánica no terminaron abruptamente con la invasión europea. En cambio, muchos elementos culturales mesoamericanos perduraron y se adaptaron a las nuevas condiciones impuestas por el dominio colonial.
Durante el periodo colonial temprano, se observaron continuidades significativas en el uso de objetos y tecnologías indígenas. Entre estos, las armas tradicionales de los pueblos indígenas jugaron un papel crucial. A pesar de las prohibiciones y restricciones impuestas por las autoridades coloniales, muchos indígenas continuaron utilizando sus armas tradicionales, como arcos y flechas, incluso adaptando algunos elementos europeos cuando fue necesario, lo cual refiere la gran capacidad de agencia de los pueblos mesoamericanos para responder a su nueva realidad histórica. Documentos históricos y estudios arqueológicos han mostrado que los indígenas aliados de los españoles, conocidos como "indios amigos", utilizaron sus propias armas en las campañas militares de la Conquista. Estos grupos a menudo estaban armados con arcos, flechas y escaupiles (armaduras acolchadas de algodón), aunque también se les permitió en algunos casos usar armas y caballos europeos.
El estudio de las armas indígenas en el periodo colonial ha enfrentado varios desafíos debido a la escasez de registros detallados y la dificultad de identificar contextos arqueológicos específicos que diferencien entre usos bélicos y otros usos. Sin embargo, la evidencia sugiere que las armas indígenas no solo continuaron siendo utilizadas, sino que también se adaptaron a las nuevas circunstancias políticas y sociales de la colonia. El "Posclásico extendido" proporciona un marco para entender la persistencia de elementos culturales mesoamericanos más allá de la Conquista, destacando la importancia de considerar la continuidad y adaptación cultural en el estudio de la historia de Mesoamérica.